# Eugenia Szczyglińska
Eugenia Szczyglińska (ur. 1924 w Warszawie, zm. 2 czerwca 2015) – polska esperantystka i psycholog.

## Życiorys
Przed wybuchem II wojny światowej studiowała w warszawskim konserwatorium. Podczas wojny należała do AK. Wzięła udział w powstaniu warszawskim walcząc na Sadybie w Zgrupowaniu Oaza jako łączniczka Marta. Po wojnie ukończyła psychologię na Uniwersytecie Warszawskim. Pracowała jako dyrektor
Poradni Wychowawczo-Zawodowej. Należała do Polskiego Związku Esperantystów. Napisała w 1985 roku podręcznik Lernu Esperanton. Zajmowała się nauką esperanta osób niewidomych przygotowując mówioną wersję swojego podręcznika. W 2005 roku została członkiem honorowym Polskiego Związku Esperantystów.

## Odznaczenia
- Krzyż Armii Krajowej[2]
- Warszawski Krzyż Powstańczy[2]
- Odznaka Weteran Walk o Wolność i Niepodległość[2]
- Złoty Krzyż Zasługi[2]
- Odznaka Zasłużonego Esperantysty[2]
- 2005: medal IV Wieki Stołeczności Warszawy[5]